# Рудольф I Габсбург
Рудольф I (нім. Rudolf von Habsburg; 1 травня 1218, замок Лімбург, Сасбах, поблизу Фрайбурга, Німеччина — 15 липня 1291, Шпаєр, поблизу Мангейма, Німеччина) — король Німеччини з 29 вересня 1273 року, перший представник династії Габсбургів на престолі Священної Римської імперії й засновник Австрійської монархії Габсбургів.

## Молоді роки
Рудольф був сином Альбрехта IV, графа Габсбурга, й Гедвіги Кібурзької. У 1239 році, після смерті батька, Рудольф успадкував родові володіння Габсбургів в Ельзасі та Ааргау у північній Швейцарії. Шлюб з Гертрудою Гогенберг, спадкоємицею обширного графства у центральній Швабії, зробив Рудольфа I одним з найкрупніших правителів південно-західної Німеччини.
У молодості Рудольф I був активним прибічником імператора Фрідріха II та його сина Конрада IV, що принесло йому додаткові земельні володіння у Швабії. 1254 року за підтримку Конрада IV Рудольфа Габсбурга було відлучено від церкви папою римським Інокентієм IV.
Після згасання династії Гогенштауфенів на імперському престолі, в Німеччині встановився період міжцарства, що характеризувався крайнім падінням центральної влади й постійними воєнними конфліктами між різними претендентами на престол. Ситуація анархії дозволила Рудольфу Габсбургу збільшити свої володіння та вплив у країні. Після смерті останнього графа Кібурзького 1264 року Рудольф успадкував його володіння, боротьба з єпископами Страсбургу й Базеля також завершилась вдало для Габсбурга. В результаті до початку 1270-х років Рудольф став найвпливовішим правителем у Швабії, хоча престол цього герцогства йому отримати не вдалось.

## Король Німеччини
Після смерті 1272 року німецького короля Річарда Корнуольського, 1 жовтня 1273 року у Франкфурті князі імперії, що зібрались тут, обрали Рудольфа Габсбурга новим королем Німеччини. Обрання Рудольфа багато в чому відбулось завдяки його підтримці Фрідріхом III Гогенцоллерном, бургграфом Нюренберга, а також герцогами Саксен-Віттенберзьким Альбрехтом II і Баварським Людвігом II, за яких було видано дочок Рудольфа. Головними суперниками Габсбурга на виборах короля були Пржемисл Отакар II, король Богемії, й Фрідріх I, маркграф Майсенський.
24 жовтня 1273 року Рудольф I був коронований в Аахені. З самого початку свого правління як короля Німеччини, Рудольф Габсбург зайнявся укріпленням центральної влади після десятилітньої анархії. Йому вдалось завоювати визнання папи римського Григорія X ціною відмови від претензій німецьких королів на владу в Італії та престол Сицилії. Він також обіцяв організувати новий хрестовий похід. Рудольф I так ніколи й не коронувався імператором Священної Римської імперії, віддаючи перевагу співробітництву з папою перед італійськими авантюрами.
Попри те, що князі, які обрали Рудольфа, сподівались на його покірність, він почав проводити власну політику в імперії, метою якої стало зміцнення стабільності і захист імперського майна. В листопаді 1274 року в Нюрнберзі було скликано рейхстаг, який того часу ще не мав чіткої форми, і був зборами представників земель, які брали участь в обговореннях, а прийняття рішень лишалось за імператором. На цьому рейхстазі, попередньо заручившись підтримкою князів, Рудольф виклав свою програму «вимагання повернення», що передбачала повернення до імперської власності всього майна і прав, узурпованих чи відданих князям з моменту скинення Фрідріха II у 1245 році. Лише за згоди короля й курфюрстів і після повернення вони могли бути отримані назад. Пізніші заяви Рудольфа про те що, будь-який акт дарування майна не буде мати сили без згоди більшості князів, свідчили про укріплення імператорсько-князівського дуалізму Імперії.
Така політика була не зовсім вдалою, оскільки імперії не завжди вдавалось зберегти контроль над отриманими знову правами, землями і прибутками, оскільки було важко провести чітку межу між імперським майном і володіннями короля. Крім того, ця політика зачіпала права різної природи й цілком різного значення. Іноді це торкалось окремих категорій прав, окремих замків, полів чи ставків, а іноді мова йшла про цілі володіння чи землі. До того ж, у повернутих землях, потрібно було слідкувати за й їх управлінням. В цій області Рудольф заклав основи довгострокової імперської політики. Перші непевні ростки сучасної бюрократії проявляються у великій кількості управляючих та уповноважених осіб у повернутих областях.

## Боротьба з Пржемислом Отакаром II

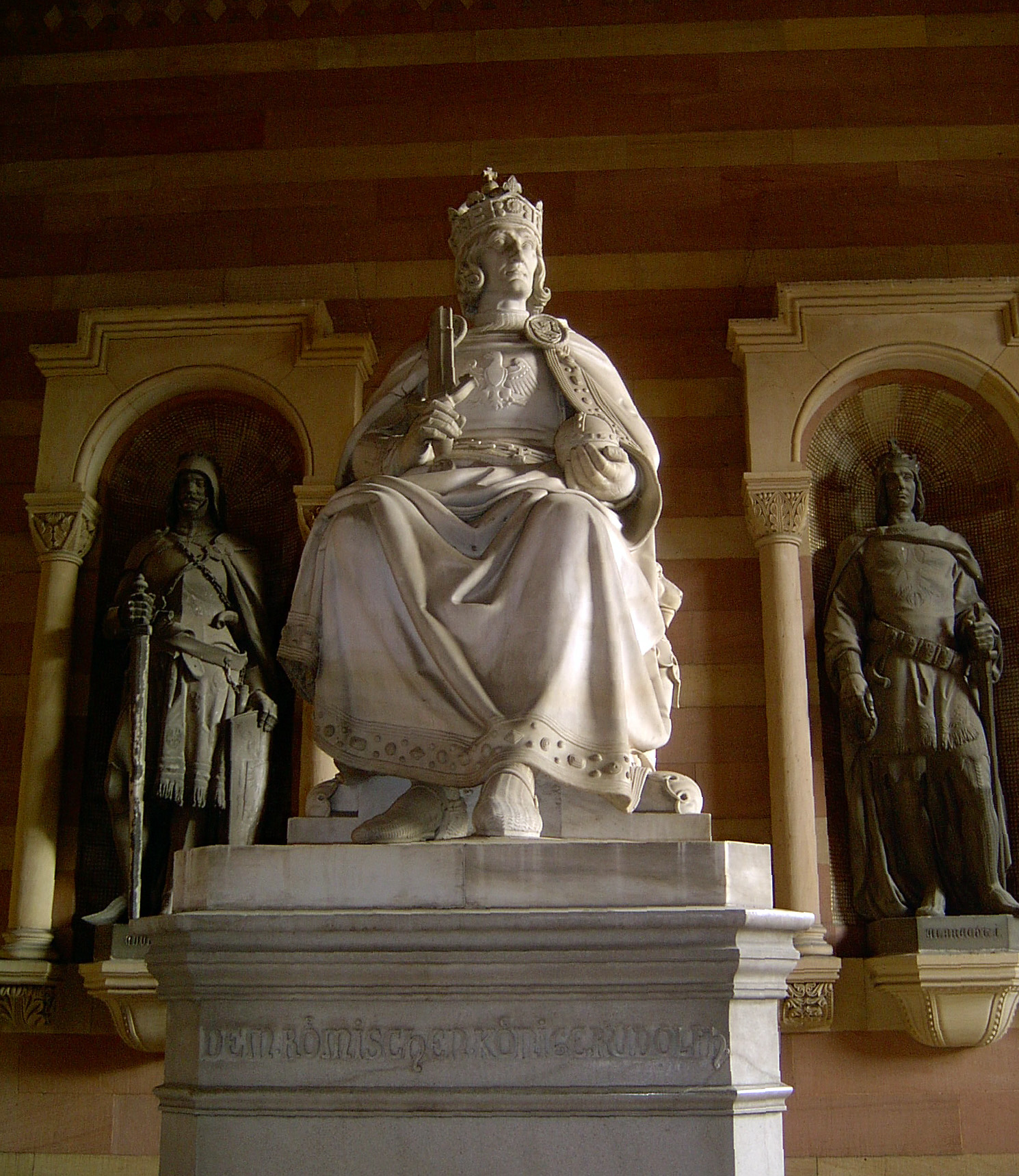
Зображення Рудольфа I у вестибюлі Шпайєрського кафедрального собору, що підкреслює історичний момент. XIX століття

Постанови Нюрнберзького рейхстагу 1274 року про повернення імперського майна були перед усім спрямовані проти чеського короля Пржемисла Отакара II, який у 1250-х — 1260-х роках створив крупну державу на південному сході Німеччини, об'єднавши під своєю владою Чехію, Моравію, Австрію, Штирію, Каринтію і Крайну. Рудольф I запросив Отакара II для дачі клятви вірності, що дозволило б йому отримати імперський лен і визнання за ним спадкових прав на Чехію та Моравію. Права Отакара II на австрійську спадщину Бабенбергів, однак, визнано не було. Після того, як чеський король відмовився скласти омаж на таких умовах, його було оголошено зрадником. Рудольф отримав підтримку папи Григорія X, чиї спроби врегулювати конфлікт провалились.
В червні 1276 року почалась війна між Рудольфом і Отакаром, в якій останній зазнав поразки й наприкінці 1276 року був змушений відмовитись від Австрії, Штирії, Каринтії та Крайни, які перейшли під контроль короля Німеччини. Рудольф I тріумфально в'їхав до Відня. Однак вже наступного року Отакар II знову виступив проти короля, але 26 серпня 1278 року в битві під Сухими Крутами у Моравії чеську армію було розбито Рудольфом I, а сам Пржемисл Отакар II загинув.

## Встановлення династії Габсбургів в Австрії

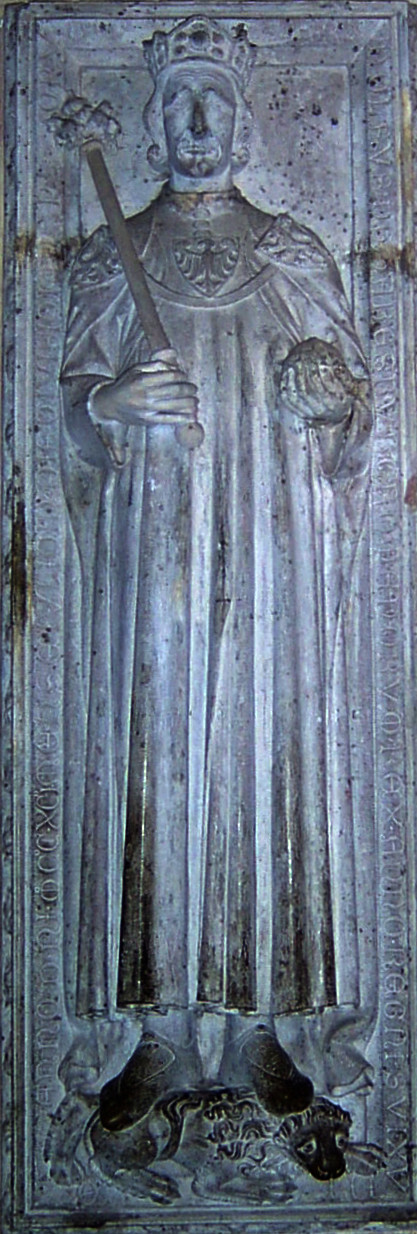
Зображення Рудольфа I на його могилі в Шпаєрському соборі

Отримавши в результаті перемоги над чеським королем владу над Австрією й прилеглими герцогствами, Рудольф I зайнявся перетворенням цих територій на спадкові володіння Габсбургів. Первинно він зустрів опір князів імперії ідеї утворення широкої габсбурзької монархії на південному сході Німеччини. Лише 1282 року король офіційно передав Австрію і Штирію у спадкове володіння своїм синам Альбрехту I та Рудольфу II. Таким чином в Австрії установилась династія Габсбургів, яка зберігала австрійський престол до 1918 року. Каринтія і Крайна у 1286 році були передані соратнику Рудольфа I Мейнхарду II Тірольському за умови, що після припинення прямого чоловічого потомства Мейнхарда ці герцогства також відійдуть Габсбургам. Формування Австрійської монархії Габсбургів, ймовірно, стало найбільш значущим досягненням короля Рудольфа I.

## Кінець правління
У 1280-х роках Рудольф I займався не лише своїми новопридбаними володіннями, але й родовими землями Габсбургів у південно-західній Німеччині. У 1281 році йому вдалось приєднати ряд ленів у Франш-Конте, а потім підкорити своїй владі місто Берн й досягти складання омажу від пфальцграфа Бургундського.
В сфері забезпечення спокою і безпеки в Німеччині Рудольфу I не вдалось досягти значних успіхів. Він неодноразово оголошував про введення «земського миру» на території окремих племінних герцогств або всієї Німеччини, однак нестача військових та матеріальних ресурсів, а також особливої енергійності у реалізації власних рішень, не дозволяла йому зламати непокірних німецьких князів. Лише експедиція короля у 1289 році в Тюрингію мала значний ефект: незаконно зведені замки баронів було зруйновано, аристократію приведено у покору. Концентрація Рудольфа I на інтересах своєї родини і створенні Австрійської монархії Габсбургів призвела до того, що для Німеччини в цілому його правління не мало значного позитивного ефекту.
1291 року Рудольф I спробував за життя забезпечити обрання королем Німеччини свого сина Альбрехта I, однак німецькі князі, побоюючись посилення Габсбургів, відмовились зробити це. 15 липня 1291 року король Рудольф I помер у Шпаєрі і був похований у Шпаєрському кафедральному соборі.

## Родина
1-ша дружина: (з 1245 року) — Гертруда фон Гогенберг (1225 — 16 лютого 1281), старша дочка графа Бурхарда V Гогенберга та його дружини пфальцграфині Мехтильди фон Тюбінген, дочки пфальцграфа Рудольфа II Тюбінгена.
Діти:
- Матильда (1251–1304), у шлюбі (з 1273 року) з Людвігом II (1229–1294), герцогом Нижньої Баварії
- Альбрехт I (липень 1255 — 1 травня 1308), король Німеччини (з 1298 року), герцог Австрії (з 1282 року)
- Катаріна (1256 — 4 квітня 1282), у шлюбі (з 1279 року) з Оттоном III, герцогом Баварським
- Агнеса (1257–1322), у шлюбі (з 1273 року) з Альбрехтом II, герцогом Саксен-Віттенберзьким
- Хедвіга (1259–1286), у шлюбі (з 1279 року) з Оттоном VI, маркграфом Бранденбурга
- Клеменція (1262–1293), у шлюбі (з 11 січня 1281 року) з Карлом Мартеллом Анжуйським
- Гартман (1263 — 20 грудня 1281)
- Рудольф II (липень 1270 — 10 травня 1290), герцог Австрії
- Юдита (13 березня 1271 — 18 червня 1297), у шлюбі (з 1285 року) з Вацлавом II, королем Богемії
- Карл (1276–1276)

2-га дружина: (з травня 1284 року) — Агнеса (Ізабелла) Бургундська (1270–1323), дочка Гуго IV, герцога Бургундії і Беатриси Шампанської, дочки Тібо IV Трубадура, короля Наварри і графа Шампані.
Діти: не було

## Генеалогія
| Попередник Ричард Корнуольський |  | Король Німеччини 1273—1291 |  | Наступник Адольф Нассауський |

| Попередник Пржемисл Отакар II |  | Герцог Австрії 1278—1291 |  | Наступник Рудольф II (герцог Австрії) |

| Попередник Пржемисл Отакар II |  | Герцог Штирії 1278-1282 |  | Наступник Рудольф II (герцог Австрії) |

| Попередник Пржемисл Отакар II |  | Герцог Каринтії та Крайни 1278—1286 |  | Наступник Мейнхард II |